# Microporella marsupiata
Microporella marsupiata är en mossdjursart som först beskrevs av Busk 1860.  Microporella marsupiata ingår i släktet Microporella och familjen Microporellidae. Inga underarter finns listade i Catalogue of Life.